# ولنتاین در ایران
ولنتاین در ایران به عنوان یک رویداد فرهنگی خارجی مورد توجه بوده‌است. ولنتاین اگرچه ریشه‌ای مسیحی دارد، اما در دهه‌های گذشته در بیشتر کشورها، از جمله ایران، گسترش یافته‌است. بر اساس قانون این کشور، فروش کالاهای مربوط به ولنتاین در روز مربوطه، ممنوع است. با این حال گزارش‌هایی از عدم جدیت پلیس ایران در برخورد با فروشگاه‌های متخلف وجود دارد. این روز در میان مسلمانان و روحانیون نیز محبوب بوده‌است و گزارش‌هایی دربارهٔ استقبال آنان از ولنتاین وجود دارد. در این روز افزون‌بر فروشگاه‌ها، رستوران‌ها و کافه‌های ایران نیز برنامه‌های ویژه دارند و گاه فضای مناسبتی در آنان برقرار می‌شود.
به گزارش بی‌بی‌سی فارسی، مقام‌های جمهوری اسلامی ایران در سال‌های گذشته تلاش کردند تا با صدور بخش‌نامه و وضع محدودیت‌های جدید از محبوبیت این روز جلوگیری کنند که در این کار موفقیت چندانی نداشته‌اند. به گزارش باشگاه خبرنگاران جوان، این روز در میان دختران و پسران ایرانی هوادار دارد و در بسیاری موارد، آقایان «به توصیهٔ عشق‌شان وارد بازار خرید شدند».

## تاریخچه
عباس تراب‌زاده، مردم‌شناس ایرانی، گفته‌است که پیشینهٔ جشن ولنتاین به دوران قاجاریان برمی‌گردد و ناصرالدین‌شاه قاجار در مسافرتی که به کشورهای اروپایی داشته، همسر خود را همراه خود نمی‌برد و در جشن ولنتاین از راه دور یک کارت تبریکی برای همسرش می‌فرستد. این کارت تبریک در موزه‌های ایران موجود است. در سال‌های اخیر برخی پژوهشگران فرهنگ ایرانی اعلام کردند که میان «ولنتاین» و «سپندارمذگان» ارتباط تاریخی وجود دارد و این احتمال وجود دارد که این رسم به وسیلهٔ مردم ایرانی و مهریان به اروپا رفته باشد و پس از تغییر شکل، خودش را به شکل جشن ولنتاین نشان داده باشد.

## پیشنهاد سپندارمذگان
جشن سپندارمذگان، که در روز ۵ اسفند برگزار می‌شود و روز گرامی‌داشت زن و عشاق دانسته می‌شود، به عنوان یک جشن ایرانی و غیرخارجی در برابر ولنتاین پیشنهاد شده‌است.